# Giovanni Andrea Scartazzini
Giovanni Andrea Scartazzini, conhecido por ter traduzido para a língua alemã e comentado a Divina Comédia, bem como a vida de Dante Alighieri.

## Família
Filho do tabelião Bartolomeo e de Clara Picenoni, nasceu em Bondo no cantão de Grisões na Suíça, em 30 de dezembro 1837. 
Sua infância foi marcada pela paixão precoce por dois livros: a Bíblia, livro essencial em toda família protestante e a Divina Comédia, que lhe foi presenteado por seu padrinho. 
Estudou no Instituto de missões evangélicas de Basileia onde aderiu às tendências teológicas liberais, completando os estudos teológicos em Berna.

## Atividades
Ocupou o cargo de Pastor em várias cidades suíças, incluindo Soglio no Vale Bregaglia, o qual teve de abandonar devido à sua natureza altamente controversa e crítica a respeito da Igreja Reformada de seu tempo, a qual era frontalmente atacada em seus escritos belicosos, da mesma forma como fazia para com os críticos de sua obra literária como estudioso de Dante e da Divina Comédia.
Atingiu a fama internacional devido a sua atividade literária, que culminou na publicação em 1869 de um estudo sobre a vida, a época e as obras de Dante Alighieri, e a subsequente publicação em quatro volumes da Divina Comédia traduzida e comentada por ele mesmo, em alemão, cujo primeiro volume foi lançado em 1874 e o último em 1890. Esta obra, revista por Giuseppe Vandelli da edição milanesa de 1893, continua a ser um texto fundamental.
Seu espírito combatente na defesa persistente de suas convicções foi, por certo, aperfeiçoado pelos contextos culturais nos quais vivia, tão distantes entre si. De um lado Scartazzini vivia no âmbito da teologia protestante suíça de orientação liberal e de outro no ambiente da literatura clássica italiana. Apesar da forte influência de ambos sobre sua vida jamais cedeu à tentação de elaborar uma ponte entre ambos.
Em 1871-1874 ensinou italiano na escola cantonal de Coira.
Foi também diretor da "Nova Revista Internacional de Florença".
Em 1884, em consequência de conflitos suscitados pelo seu espírito combativo, deixou definitivamente o Vale Bregaglia e estabeleceu-se em Fahrwangen no  cantão de Argóvia, na Suíça, sua última sede pastoral, onde morreu aos 73 anos em 10 de fevereiro de 1901.
Em Acilia, um distrito perto de Roma, Scartazzini é homenageado dando nome a uma rua, enquanto em Bondo, a municipalidade colocou uma lápide em sua casa natal.

## Casamentos
Em 21 de dezembro de 1862, em Bérgamo teve suas primeiras núpcias com Anna Caterina Maria Baebler (1841-1883c.), filha de Anna Maddalena Hoesli (1807-1870) e de Ulrico Baebler (1798-1878), diretor da tecelagem de seu sogro Gaspare Hoesli (1773-1857) de San Bartolomeo na Brescia.
Em suas segundas núpcias casou-se com Maria Sophia Lehnen de Twann.

## Obras
- 1874 -1890 “A Divina Comédia” revista e comentada - 4 volumes
- 1896 -1898 “Enciclopédia dantesca” 2 volumes